# Рикман, Виктор Викторович
Виктор Викторович Рикман (29 октября 1887, Брянск — 30 июня 1937, Ленинград) — советский ученый, физиолог.

## Биография
Родился в семье чиновника почтово-телеграфного ведомства. 
Младший брат — Вячеслав  (1896—1972) — лауреат Сталинской премии 1-й степени. В 1907 году окончил Брянское механико-техническое училище. С 1911 по 1916 учился на медицинском факультете Московского государственного университета.
По окончании университета работал в Мариинской больнице и в Городской барачной в память С. П. Боткина больнице. В тот же период работал в редакции журнала «Вестник общественной гигиены» в качестве помощника редактора.
В 1918 году был призван в Красную армию, где занимался врачебной деятельностью на северо-западном и юном фронтах.
С 1921 по 1925 год вел научно-педагогическую работу на кафедре физиологии Ленинградском ветеринарном институте.
С 1922 года стал работал в физиологической лаборатории Академии Наук вместе с физиологом Иваном Петровичем Павловым на биостанции в Колтушах.
. С 1933 по 1937 года он последовательно был заведующим физиологической лаборатории, заместителем директора, а потом заведующим биостанции.
В октябре 1934 года президиум Академии Наук присудил Рикману В.В. ученую степень доктора наук по разделу физиологии человека за совокупность работ по физиологии высшей нервной деятельности. Много лет Рикману В.В. пришлось проработать в области организации науки при создании Биологической станции в Калтушах.
Умер в 1937 году. Похоронен на Литераторских мостках.

## Избранные научные труды
- К физиологии внутри. торможения у белых мышей
- К анализу пассивно-оборонительного типа нервной системы у собак.